# Bažantnice (odbočka)
Bažantnice (nebo též Odb Bažantnice) je odbočka, která se nachází v km 0,900 trati Lovosice–Postoloprty mezi stanicemi Postoloprty a Březno u Postoloprt. V odbočce odbočuje trať směrem k odbočce Vrbka, kde se napojuje na trať směrem k Mostu. Nachází se v severovýchodní části města Postoloprty.

## Historie
Odbočka byla dána do provozu 24. září 1904, kdy byla zprovozněna spojka z této odbočky do Obrnic (vedla v souběhu s tratí Postoloprty – Počerady – Obrnice, později byl souběh přestavěn na dvoukolejnou trať). V odbočce byly dvě kusé koleje, tři výhybky a hrázděná budova, v roce 1992 však byla dopravní služba v odbočce Bažantnice ukončena, neboť byla zapojena do zabezpečovacího zařízení nově zřízené odbočky Vrbka.

## Popis odbočky
Odbočka je vybavena reléovým zabezpečovacím zařízením (RZZ), které je společné se sousední odbočkou Vrbka. Zabezpečovací zařízení obsluhuje výpravčí ze stavědla odbočky Vrbka. V odbočce je jedna výhybka s elektromotorickým přestavníkem a elektrickým ohřevem pro zimní podmínky. Odbočka je kryta třemi vjezdovými návěstidly zapojenými do RZZ: PS od Postoloprt, VS od Vrbky a BL od Března u Postoloprt. Jízda vlaků ve všech třech přilehlých traťových úsecích je zajištěna traťovým zabezpečovacím zařízením 3. kategorie – obousměrným traťovým souhlasem typu AB 3-74.